# Коштантау
Ко́штантау (карач.-балк. Къоштан тау — «гора, похожая на удалённое жилище», где кош – «жилище», «стоянка»; тау – «гора», «вершина». Название дано местными жителями за то, что вершина издалека похожа на шатёр или шалаш. Такое же наименование имеют: отрог, отходящий от вершины на северо-запад (Коштан-Крест); перевал через этот отрог с ледника Уллу-ауз в ущелье Черека-Балкарского; речка Коштан-су, стекающая из ледников восточных склонов хребта Коштан-Крест; ущелье, по которому она протекает.)  Гора является одной из высочайших и наиболее труднодоступных вершин Кавказа. Расположена на Центральном Кавказе (Кабардино-Балкария) на границе районов Безенги и Балкария (горный район), северные и западные склоны горы обращены в сторону Безенги, восточные и южные в сторону Балкарий. Имеет высоту 5152 м (по другим данным — 5145 м). Вершина замыкает с северо-востока так называемый Боковой хребет, не уступающий по высоте и протяжённости Безенгийской стене. Со склонов её, преимущественно северных, спускается до 5 ледников первого разряда. При восхождении на Коштан-тау 17 августа 1888 г. погибли английские альпинисты Донкин и Фокс и два швейцарца-проводника. В 1889 г. Херман Вуллей, по-видимому, побывал на её вершине. В настоящее время Коштантау — популярный объект альпинистских восхождений. Маршруты восхождений имеют категории сложности от 4Б до 6А.
Коштантау входит в список десяти вершин Российской Федерации для присвоения звания «Снежный барс России».